# Persone di nome René
| Questa pagina contiene informazioni ricavate automaticamente dalle voci biografiche con l'ausilio del template Bio e di un bot. L'aggiornamento è periodico e automatico e ricostruisce completamente la pagina. Se manca una persona in questa lista, sei pregato di non aggiungerla, ma accertati piuttosto che la sua voce biografica contenga il template Bio e che i dati anagrafici siano correttamente compilati. Se il template Bio manca, inseriscilo tu stesso o, in alternativa, metti l'avviso {{tmp\|Bio}} che ne segnala la mancanza. Se i dati riportati sono sbagliati, correggi direttamente la voce biografica; le modifiche saranno visibili in questa lista entro pochi giorni. Per chiarimenti vedi il progetto antroponimi. La lista contiene solo le 408 persone che sono citate nell'enciclopedia e per le quali è stato implementato correttamente il template Bio. Pagina aggiornata al 22 lug 2025. |

Questa è una lista di persone presenti nell'enciclopedia che hanno il nome René, suddivise per attività principale.

## Agronomi(1)
- René Préval, agronomo e politico haitiano (Marmelade, n. 1943 - Laboule, † 2017)

## Alchimisti(1)
- René Adolphe Schwaller de Lubicz, alchimista, esoterista e egittologo francese (Strasbourg, n. 1887 - Grasse, † 1961)

## Allenatori di calcio(22)
- René Aufhauser, allenatore di calcio e ex calciatore austriaco (Voitsberg, n. 1976)
- René Cédolin, allenatore di calcio e ex calciatore francese (Mantes-la-Jolie, n. 1940)
- René van Eck, allenatore di calcio e ex calciatore olandese (Rotterdam, n. 1966)
- René Eijer, allenatore di calcio e ex calciatore olandese (Den Helder, n. 1963)
- René Exbrayat, allenatore di calcio e calciatore francese (Arles, n. 1947 - Arles, † 2023)
- René Hake, allenatore di calcio olandese (Coevorden, n. 1971)
- René Hauss, allenatore di calcio francese (Lingolsheim, n. 1927 - Strasburgo, † 2010)
- René Klingbeil, allenatore di calcio e ex calciatore tedesco (Berlino, n. 1981)
- René Le Lamer, allenatore di calcio e ex calciatore francese (Étel, n. 1948)
- René Marsiglia, allenatore di calcio, dirigente sportivo e calciatore francese (Aubagne, n. 1959 - Cagnes-sur-Mer, † 2016)
- René Müller, allenatore di calcio e ex calciatore tedesco orientale (Lipsia, n. 1959)
- René Müller, allenatore di calcio e ex calciatore tedesco (Minden, n. 1974)
- René Peters, allenatore di calcio e ex calciatore lussemburghese (Dudelange, n. 1981)
- René Pleimelding, allenatore di calcio e calciatore francese (Joudreville, n. 1925 - † 1998)
- René Ponk, allenatore di calcio e ex calciatore olandese (Amsterdam, n. 1971)
- René Simões, allenatore di calcio brasiliano (Rio de Janeiro, n. 1952)
- René Taelman, allenatore di calcio e giornalista belga (Auderghem, n. 1945 - Bruxelles, † 2019)
- René Trost, allenatore di calcio e ex calciatore olandese (Kerkrade, n. 1965)
- René Vandereycken, allenatore di calcio e ex calciatore belga (Spalbeek, n. 1953)
- René Verheyen, allenatore di calcio e ex calciatore belga (Beerse, n. 1952)
- René Wagner, allenatore di calcio e ex calciatore ceco (Brno, n. 1972)
- René Weiler, allenatore di calcio e ex calciatore svizzero (Winterthur, n. 1973)

## Allenatori di pallacanestro(1)
- René Mol, allenatore di pallacanestro belga (Ostenda, n. 1928 - Bruges, † 2019)

## Allenatrici di atletica leggera(1)
- René Felton, allenatrice di atletica leggera e militare statunitense (Greensburg, n. 1960)

## Alpinisti(1)
- René Desmaison, alpinista francese (Bourdeilles, n. 1930 - Marsiglia, † 2007)

## Antropologi(1)
- René Girard, antropologo, critico letterario e filosofo francese (Avignone, n. 1923 - Stanford, † 2015)

## Arbitri di calcio(2)
- René Ortubé, arbitro di calcio boliviano (La Paz, n. 1964)
- René Temmink, ex arbitro di calcio olandese (Deventer, n. 1960)

## Archeologi(1)
- René Joffroy, archeologo francese (Chaumont, n. 1915 - Châtillon-sur-Seine, † 1986)

## Architetti(1)
- René Herbst, architetto e designer francese (Parigi, n. 1891 - Parigi, † 1982)

## Arcivescovi cattolici(3)
- René Leigue Cesari, arcivescovo cattolico boliviano (Nuevo Horizonte, n. 1967)
- René Osvaldo Rebolledo Salinas, arcivescovo cattolico cileno (Cunco, n. 1958)
- René-François de Beauvau du Rivau, arcivescovo cattolico francese (Lémeré, n. 1664 - Narbona, † 1739)

## Artisti(2)
- René Blum, artista francese (Parigi, n. 1878 - Auschwitz, † 1942)
- René Wiener, artista francese (Nancy, n. 1855 - Nancy, † 1939)

## Astronomi(1)
- René Roy, astronomo francese (n. 1938)

## Attori(18)
- René Alexandre, attore francese (Reims, n. 1885 - Vitré, † 1946)
- René Auberjonois, attore e doppiatore statunitense (New York, n. 1940 - Los Angeles, † 2019)
- René Blancard, attore francese (Parigi, n. 1897 - Parigi, † 1965)
- René Cresté, attore, regista e produttore cinematografico francese (Parigi, n. 1881 - Parigi, † 1922)
- René Dary, attore e produttore cinematografico francese (Parigi, n. 1905 - Plan-de-Cuques, † 1974)
- René Enríquez, attore nicaraguense (Granada, n. 1933 - Tarzana, † 1990)
- René Génin, attore francese (Aix-en-Provence, n. 1890 - Parigi, † 1967)
- René Havard, attore, regista e sceneggiatore francese (Parigi, n. 1923 - Parigi, † 1987)
- René Highway, attore, ballerino e coreografo canadese (Brochet, n. 1954 - Toronto, † 1990)
- René Lavan, attore cubano (Artemisa, n. 1968)
- René Lefèvre, attore francese (Nizza, n. 1898 - Poissy, † 1991)
- René Maupré, attore francese (Parigi, n. 1888 - Nizza, † 1976)
- René Mugica, attore, regista e sceneggiatore argentino (Carhué, n. 1909 - Buenos Aires, † 1998)
- René Navarre, attore francese (Limoges, n. 1877 - Azay-sur-Cher, † 1968)
- René Oltmanns, attore e doppiatore tedesco (Gifhorn, n. 1979)
- René Poyen, attore francese (Parigi, n. 1908 - Parigi, † 1968)
- René Steinke, attore tedesco (Berlino Est, n. 1963)
- René Strickler, attore argentino (Córdoba, n. 1962)

## Attrici(1)
- Rene Liu, attrice e cantante taiwanese (Taipei, n. 1969)

## Aviatori(4)
- René Dorme, aviatore e militare francese (Eix Abaucourt, n. 1894 - † 1917)
- René Fonck, aviatore francese (Saulcy-sur-Meurthe, n. 1894 - Parigi, † 1953)
- René Grandjean, aviatore e imprenditore svizzero (Bellerive, n. 1884 - Losanna, † 1963)
- René Thomas, aviatore e pilota automobilistico francese (Périgueux, n. 1886 - Colombes, † 1975)

## Bassi(1)
- René Pape, basso tedesco (Dresda, n. 1964)

## Biatleti(1)
- René Cattarinussi, ex biatleta italiano (Tolmezzo, n. 1972)

## Biologi(1)
- René Dubos, biologo e filosofo francese (Saint-Brice-sous-Forêt, n. 1901 - New York, † 1982)

## Bobbisti(9)
- René Fonjallaz, bobbista svizzero (Berna, n. 1907 - † 1993)
- René Hannemann, ex bobbista tedesco (Bad Belzig, n. 1968)
- René Hoppe, ex bobbista tedesco (Oelsnitz, n. 1976)
- René Kuhl, ex bobbista svizzero
- René Lunden, bobbista belga (Bruxelles, n. 1902 - Chichester, † 1942)
- René Mangold, bobbista svizzero (n. 1963)
- René Mortiaux, bobbista belga (n. 1881)
- René Spies, bobbista tedesco (Winterberg, n. 1973)
- René Stadler, ex bobbista svizzero (Zurigo, n. 1940)

## Botanici(4)
- René Louiche Desfontaines, botanico francese (Tremblay, n. 1750 - Parigi, † 1831)
- René Charles Joseph Ernest Maire, botanico francese (Lons-le-Saunier, n. 1878 - Algeri, † 1949)
- René Verriet de Litardière, botanico francese (Mazières-en-Gâtine, n. 1888 - Mazières-en-Gâtine, † 1957)
- René Viguier, botanico francese (n. 1880 - Caen, † 1931)

## Canoisti(1)
- René Holten Poulsen, canoista danese (Nykøbing Falster, n. 1988)

## Cantanti(2)
- René Angélil, cantante, imprenditore e produttore discografico canadese (Montréal, n. 1942 - Las Vegas, † 2016)
- René Evald, cantante, chitarrista e compositore danese (Copenaghen, n. 1951)

## Cardinali(1)
- René de Prie, cardinale e vescovo cattolico francese (Turenna, n. 1451 - Abbazia di Lyre, † 1519)

## Cardiochirurghi(1)
- René Favaloro, cardiochirurgo argentino (La Plata, n. 1923 - Buenos Aires, † 2000)

## Cestisti(12)
- René Aerts, ex cestista e allenatore di pallacanestro belga (Anversa, n. 1937)
- René Chiappino, cestista svizzero (Ginevra, n. 1925)
- René Chocat, cestista francese (Santranges, n. 1920 - Montpellier, † 2000)
- René Demanck, cestista belga (Schaerbeek, n. 1912 - † 2003)
- René Derency, cestista francese (Sochaux, n. 1925 - Nantes, † 1954)
- René Ebeltjes, ex cestista olandese (Enschede, n. 1965)
- René Karlen, cestista svizzero (n. 1907)
- René Ridderhof, ex cestista olandese (n. 1959)
- René Rougeau, cestista statunitense (Sacramento, n. 1986)
- René Steurbaut, cestista belga (Gand, n. 1928 - Ostenda, † 2019)
- René Van Den Broeck, cestista belga (Schoten, n. 1955 - Anversa, † 2019)
- René Wohler, cestista svizzero (n. 1922 - † 2017)

## Chitarristi(2)
- René Lussier, chitarrista, polistrumentista e compositore canadese (Montreal, n. 1957)
- Hank Shermann, chitarrista danese (n. 1958)

## Ciclisti su strada(18)
- René Berton, ciclista su strada francese (Mérignac, n. 1924 - Pessac, † 2006)
- René Bianchi, ex ciclista su strada francese (Conflans-sur-Seine, n. 1934)
- René Binggeli, ciclista su strada svizzero (Ginevra, n. 1941 - Ginevra, † 2007)
- René Bittinger, ex ciclista su strada francese (Villé, n. 1954)
- René Debenne, ciclista su strada francese (Colombes, n. 1914 - Béziers, † 2012)
- René Fournier, ciclista su strada francese (Aulnay-sous-Bois, n. 1932 - Villeneuve-sur-Lot, † 2023)
- René Hamel, ciclista su strada francese (Orša, n. 1902 - Gouvieux, † 1992)
- René Haselbacher, ex ciclista su strada austriaco (Vienna, n. 1977)
- René Le Grevès, ciclista su strada e pistard francese (Parigi, n. 1910 - Saint-Gervais-les-Bains, † 1946)
- René Martens, ex ciclista su strada belga (Hasselt, n. 1955)
- René Pavard, ciclista su strada francese (Épinay-sur-Orge, n. 1934 - Le Vaudoué, † 2012)
- René Pottier, ciclista su strada e pistard francese (Moret-sur-Loing, n. 1879 - Levallois-Perret, † 1907)
- René Privat, ciclista su strada francese (Coux-Saint Sauver, n. 1930 - Le Puy-en-Velay, † 1995)
- René Strehler, ex ciclista su strada e pistard svizzero (Affoltern am Albis, n. 1934)
- René Vanderveken, ex ciclista su strada belga (Pamel, n. 1937)
- René Vermandel, ciclista su strada, ciclocrossista e pistard belga (Zelzate, n. 1893 - Anderlecht, † 1958)
- René Vietto, ciclista su strada francese (Le Cannet, n. 1914 - Orange, † 1988)
- René Weissinger, ex ciclista su strada tedesco (Böblingen, n. 1978)

## Compositori(5)
- René Aubry, compositore francese (Épinal, n. 1956)
- René Leibowitz, compositore, musicologo e direttore d'orchestra francese (Varsavia, n. 1913 - Parigi, † 1972)
- René Ouvrard, compositore, musicista e presbitero francese (Chinon, n. 1624 - Tours, † 1694)
- René Sylviano, compositore francese (Mantes-la-Jolie, n. 1903 - Parigi, † 1993)
- René Touzet, compositore e pianista cubano (L'Avana, n. 1916 - Miami, † 2003)

## Controtenori(1)
- René Jacobs, controtenore e direttore d'orchestra belga (Gand, n. 1946)

## Costumisti(1)
- René Hubert, costumista svizzero (Frauenfeld, n. 1895 - New York, † 1976)

## Critici letterari(2)
- René Doumic, critico letterario francese (Parigi, n. 1860 - Parigi, † 1937)
- René Wellek, critico letterario austriaco (Vienna, n. 1903 - Hamden, † 1995)

## Cuochi(1)
- René Redzepi, cuoco danese (Copenaghen, n. 1977)

## Danzatori su ghiaccio(1)
- René Lohse, ex danzatore su ghiaccio tedesco (Berlino, n. 1973)

## Dirigenti sportivi(2)
- René Andrle, dirigente sportivo e ex ciclista su strada ceco (Litoměřice, n. 1974)
- René Fasel, dirigente sportivo, ex arbitro di hockey su ghiaccio e hockeista su ghiaccio svizzero (Friborgo, n. 1950)

## Disegnatori(2)
- René Lalique, disegnatore, vetraio e orafo francese (Ay, n. 1860 - Parigi, † 1945)
- René Ríos Boettiger, disegnatore e fumettista cileno (Concepción, n. 1911 - † 2000)

## Drammaturghi(3)
- René de Chazet, drammaturgo, poeta e saggista francese (Parigi, n. 1774 - Parigi, † 1844)
- René Kalisky, drammaturgo e saggista belga (Bruxelles, n. 1936 - Parigi, † 1981)
- René de Obaldia, drammaturgo e poeta francese (Hong Kong, n. 1918 - Parigi, † 2022)

## Entomologi(2)
- René Malaise, entomologo, esploratore e collezionista d'arte svedese (Stoccolma, n. 1892 - Ekerö, † 1978)
- René Oberthür, entomologo francese (Rennes, n. 1852 - † 1944)

## Esploratori(3)
- René Caillié, esploratore francese (Mauzé, n. 1799 - La Gripperie-Saint-Symphorien, † 1838)
- René Robert Cavelier de La Salle, esploratore francese (Rouen, n. 1643 - Huntsville, † 1687)
- René Goulaine de Laudonnière, esploratore francese (Poitou, n. 1529 - † 1574)

## Filosofi(2)
- René Le Senne, filosofo e psicologo francese (Elbeuf, n. 1882 - Neuilly-sur-Seine, † 1954)
- René Schérer, filosofo francese (Tulle, n. 1922 - Châtillon, † 2023)

## Fisiologi(1)
- René Quinton, fisiologo e biologo francese (Chaumes-en-Brie, n. 1866 - Grasse, † 1925)

## Flautisti(2)
- René Clemencic, flautista e musicologo austriaco (Vienna, n. 1928 - Vienna, † 2022)
- René Pignon Descoteaux, flautista francese (Parigi, † 1728)

## Fondisti(1)
- René Sommerfeldt, ex fondista tedesco (Zittau, n. 1974)

## Fotografi(3)
- René Burri, fotografo svizzero (Zurigo, n. 1933 - Zurigo, † 2014)
- René Robert, fotografo svizzero (Friburgo, n. 1936 - Parigi, † 2022)
- René Willien, fotografo, alpinista e scrittore italiano (Aosta, n. 1916 - Courmayeur, † 1979)

## Fumettisti(4)
- René Follet, fumettista belga (Bruxelles, n. 1931 - Bruxelles, † 2020)
- René Goscinny, fumettista e editore francese (Parigi, n. 1926 - Parigi, † 1977)
- René Pellos, fumettista francese (Lione, n. 1900 - Cannes, † 1998)
- René Pétillon, fumettista francese (Lesneven, n. 1945 - Parigi, † 2018)

## Funzionari(1)
- René Bousquet, prefetto francese (Montauban, n. 1909 - Parigi, † 1993)

## Generali(6)
- René Barrientos Ortuño, generale e politico boliviano (Tarata, n. 1919 - Arque, † 1969)
- René Bouscat, generale francese (Thuir, n. 1891 - Parigi, † 1970)
- René Olry, generale francese (Lilla, n. 1880 - Angoulême, † 1944)
- René Emilio Ponce, generale salvadoregno (Sensuntepeque, n. 1947 - San Salvador, † 2011)
- René Prioux, generale francese (Bordeaux, n. 1879 - Algeri, † 1953)
- René Schneider, generale cileno (Concepción, n. 1914 - Santiago del Cile, † 1970)

## Ginnasti(1)
- René Boulanger, ginnasta francese (n. 1895 - † 1945)

## Giocatori di baseball(1)
- René Rivera, giocatore di baseball portoricano (Bayamón, n. 1983)

## Giocatori di calcio a 5(3)
- René Elshaug, giocatore di calcio a 5 e calciatore norvegese (n. 1986)
- René Marechal, ex giocatore di calcio a 5 olandese (n. 1973)
- René Villalba, giocatore di calcio a 5 paraguaiano (Asunción, n. 1981)

## Giornalisti(1)
- René Marchand, giornalista e saggista francese (Montluçon, n. 1935 - Chassy, † 2024)

## Giuristi(4)
- René Capitant, giurista e politico francese (La Tronche, n. 1901 - Suresnes, † 1970)
- René Cassin, giurista, magistrato e diplomatico francese (Bayonne, n. 1887 - Parigi, † 1976)
- René David, giurista francese (Parigi, n. 1906 - Le Tholonet, † 1990)
- René Sylvestre, giurista haitiano (Saint-Marc, n. 1962 - Mirebalais, † 2021)

## Hockeisti su ghiaccio(1)
- René Bourque, hockeista su ghiaccio canadese (Edmonton, n. 1981)

## Hockeisti su prato(1)
- René Sparenberg, hockeista su prato olandese (Semarang, n. 1918 - Yalaha, † 2013)

## Illustratori(5)
- René Bastard, illustratore e scrittore francese (Arpajon, n. 1900 - Nantes, † 1975)
- René Deynis, illustratore e scrittore francese (Parigi, n. 1928 - Parigi, † 1994)
- René Gruau, illustratore italiano (Rimini, n. 1909 - Roma, † 2004)
- René Moreu, illustratore e pittore francese (Nizza, n. 1920 - Vayrac, † 2020)
- René Reinicke, illustratore e pittore tedesco (n. 1860 - † 1926)

## Imprenditori(1)
- René Benko, imprenditore austriaco (Innsbruck, n. 1977)

## Ingegneri(1)
- René Leduc, ingegnere aeronautico francese (Saint-Germain-lès-Corbeil, n. 1898 - Istres, † 1968)

## Insegnanti(1)
- René Truhaut, docente francese (Pouzauges, n. 1909 - Parigi, † 1994)

## Letterati(1)
- René Rizqallah Khawam, letterato e traduttore siriano (Aleppo, n. 1917 - Parigi, † 2004)

## Linguisti(1)
- René Debrie, linguista e lessicografo francese (Warloy-Baillon, n. 1920 - Amiens, † 1989)

## Lottatori(2)
- René Rottenfluc, lottatore francese (Beaumesnil, n. 1900 - Parigi, † 1962)
- René Schiermeyer, lottatore francese (Sélestat, n. 1938)

## Magistrati(2)
- René Blattmann, magistrato boliviano (La Paz, n. 1948)
- René Nicolas de Maupeou, magistrato e politico francese (Montpellier, n. 1714 - Le Thuit, † 1792)

## Maratoneti(1)
- René Combes, ex maratoneta francese (Tolosa, n. 1937)

## Matematici(4)
- René Gâteaux, matematico francese (Vitry-le-François, n. 1889 - Rouvroy, † 1914)
- René Schoof, matematico olandese (Den Helder, n. 1955)
- René Thom, matematico e filosofo francese (Montbéliard, n. 1923 - Bures-sur-Yvette, † 2002)
- René de Saussure, matematico, linguista e esperantista svizzero (Ginevra, n. 1868 - Berna, † 1943)

## Medici(3)
- Henri Dutrochet, medico, biologo e fisiologo francese (Néon, n. 1776 - Parigi, † 1847)
- René Küss, medico francese (Parigi, n. 1913 - Parigi, † 2006)
- René Spitz, medico, psicologo e psicoanalista austriaco (Vienna, n. 1887 - Denver, † 1974)

## Militari(6)
- René Bauden, militare e aviatore francese (Watten, n. 1918 - Thonon-les-Bains, † 2011)
- René Riffaud, militare francese (Jendouba, n. 1898 - Tosny, † 2007)
- René Gaultier de Varennes, militare francese (Chinon, n. 1635 - Trois-Rivières, † 1689)
- René Weil, militare e aviatore francese (Hanoi, n. 1917 - Uigh El Kébir, † 1942)
- René Georges Weill, militare francese (Montpellier, n. 1908 - Parigi, † 1942)
- René de Froulay de Tessé, militare e diplomatico francese (Le Mans, n. 1648 - Yerres, † 1725)

## Mineralogisti(1)
- René Just Haüy, mineralogista, cristallografo e religioso francese (Saint-Just-en-Chaussée, n. 1743 - Parigi, † 1822)

## Montatori(1)
- René Le Hénaff, montatore e regista francese (Saigon, n. 1901 - Belley, † 2005)

## Musicisti(1)
- René Dif, musicista, cantante e attore danese (Frederiksberg, n. 1967)

## Musicologi(1)
- René Vannes, musicologo belga (Lille, n. 1888 - Bruxelles, † 1956)

## Naturalisti(1)
- René Primevère Lesson, naturalista francese (Rochefort, n. 1794 - Rochefort, † 1849)

## Nobili(2)
- René Duguay-Trouin, nobile, ammiraglio e corsaro francese (Saint-Malo, n. 1673 - Parigi, † 1736)
- René de Birague, nobile italiano (Milano, n. 1507 - Parigi, † 1583)

## Nuotatori(6)
- René Amabuyok, nuotatore filippino (Zamboanga, n. 1923)
- René Cornu, nuotatore francese (Fismes, n. 1929 - Meudon, † 1986)
- René Gusperti, ex nuotatore italiano (Silandro, n. 1971)
- René Pirolley, nuotatore francese (Mont-Saint-Aignan, n. 1931 - Antibes, † 2013)
- René Prévost, nuotatore artistico canadese (n. 1979)
- René Tartara, nuotatore e pallanuotista francese (Lilla, n. 1881 - Haiphong, † 1922)

## Opinionisti(1)
- René Adler, opinionista e ex calciatore tedesco (Lipsia, n. 1985)

## Organisti(1)
- René Saorgin, organista francese (Cannes, n. 1928 - Nizza, † 2015)

## Orientalisti(1)
- René Basset, orientalista francese (Lunéville, n. 1855 - Algeri, † 1924)

## Paleontologi(1)
- René Lavocat, paleontologo e geologo francese (Commercy, n. 1909 - Le Grau-du-Roi, † 2007)

## Pallamanisti(1)
- Rene Toft Hansen, pallamanista danese (n. 1984)

## Pallanuotisti(6)
- René Bauwens, pallanuotista belga (Bruxelles, n. 1894 - † 1959)
- René Daubinet, ex pallanuotista francese (Strasburgo, n. 1933)
- René Joder, pallanuotista francese (Parigi, n. 1913 - Bry-sur-Marne, † 2005)
- René Lériche, pallanuotista francese (n. 1878)
- René Italo Ricolfi Doria, pallanuotista, nuotatore e imprenditore svizzero (Cologny, n. 1901 - Ginevra, † 1970)
- René Weibel, pallanuotista svizzero († 2002)

## Partigiani(1)
- René Hardy, partigiano e scrittore francese (Mortrée, n. 1911 - Melle, † 1987)

## Pattinatori artistici su ghiaccio(1)
- René Novotný, ex pattinatore artistico su ghiaccio cecoslovacco (Brno, n. 1963)

## Pattinatori di velocità su ghiaccio(1)
- René Schöfisch, ex pattinatore di velocità su ghiaccio tedesco (Berlino Est, n. 1962)

## Piloti automobilistici(4)
- René Arnoux, ex pilota automobilistico francese (Grenoble, n. 1948)
- René Binder, pilota automobilistico austriaco (Innsbruck, n. 1992)
- René Dreyfus, pilota automobilistico francese (Nizza, n. 1905 - New York, † 1993)
- René Rast, pilota automobilistico tedesco (Minden, n. 1986)

## Piloti di rally(1)
- René Metge, pilota di rally francese (Montrouge, n. 1941 - Longjumeau, † 2024)

## Pistard(3)
- René Enders, pistard tedesco (Zeulenroda-Triebes, n. 1987)
- René Faye, pistard francese (Champagnac-la-Rivière, n. 1923 - Le Port-Marly, † 1994)
- René Wolff, ex pistard tedesco (Erfurt, n. 1978)

## Pittori(8)
- René Acht, pittore svizzero (Basilea, n. 1920 - Herbolzheim, † 1998)
- René Auberjonois, pittore svizzero (Montagny-près-Yverdon, n. 1872 - Losanna, † 1957)
- René Théodore Berthon, pittore francese (Tours, n. 1776 - Parigi, † 1859)
- René Magritte, pittore belga (Lessines, n. 1898 - Bruxelles, † 1967)
- René Margotton, pittore, litografo e illustratore francese (Roanne, n. 1915 - Parigi, † 2009)
- René Portocarrero, pittore cubano (Cerro, n. 1912 - L'Avana, † 1985)
- René Schützenberger, pittore francese (Mulhouse, n. 1860 - Parigi, † 1916)
- René Sintès, pittore francese (Algeri, n. 1933)

## Poeti(11)
- René Arcos, poeta e scrittore francese (Clichy-la-Garenne, n. 1881 - Neuilly-sur-Seine, † 1959)
- René Blieck, poeta e avvocato belga (Schaerbeek, n. 1910 - Baia di Lubecca, † 1945)
- René Guy Cadou, poeta francese (Sainte-Reine-de-Bretagne, n. 1920 - Louisfert, † 1951)
- René Richard Louis Castel, poeta, naturalista e politico francese (Vire, n. 1750 - Vire, † 1832)
- René Char, poeta francese (L'Isle-sur-la-Sorgue, n. 1907 - Parigi, † 1988)
- René Crevel, poeta francese (Parigi, n. 1900 - Parigi, † 1935)
- René Daumal, poeta, scrittore e filosofo francese (Boulzicourt, n. 1908 - Parigi, † 1944)
- René Depestre, poeta e scrittore francese (Jacmel, n. 1926)
- René Philombe, poeta e scrittore camerunese (Ngaoundéré, n. 1930 - Yaoundé, † 2001)
- Sully Prudhomme, poeta francese (Parigi, n. 1839 - Châtenay-Malabry, † 1907)
- René Tavernier, poeta e filosofo francese (Parigi, n. 1915 - Parigi, † 1989)

## Politici(18)
- René Collin, politico belga (Fisenne, n. 1958)
- René Felber, politico svizzero (Bienne, n. 1933 - † 2020)
- René François Gautier, politico francese (Aigre, n. 1851 - Parigi, † 1936)
- René Goblet, politico francese (Aire-sur-la-Lys, n. 1828 - Parigi, † 1905)
- René Haby, politico francese (Dombasle-sur-Meurthe, n. 1919 - X arrondissement di Parigi, † 2003)
- René Hérault, politico, magistrato e nobile francese (Rouen, n. 1691 - Parigi, † 1740)
- René de La Tour du Pin, politico e militare francese (Arrancy, n. 1834 - Losanna, † 1924)
- René Lévesque, politico e giornalista canadese (Campbellton, n. 1922 - Montréal, † 1987)
- René Mayer, politico francese (Parigi, n. 1895 - Parigi, † 1972)
- René Moawad, politico libanese (Zgharta, n. 1925 - Beirut, † 1989)
- René Monory, politico francese (Loudun, n. 1923 - Loudun, † 2009)
- René Pleven, politico francese (Rennes, n. 1901 - Parigi, † 1993)
- René Reille, politico, militare e nobile francese (Parigi, n. 1835 - Parigi, † 1898)
- René Schick Gutiérrez, politico nicaraguense (León, n. 1909 - Managua, † 1966)
- René Souchon, politico francese (Le Malzieu-Ville, n. 1943)
- René Steichen, politico lussemburghese (Diekirch, n. 1942)
- René Viviani, politico francese (Sidi Bel Abbes, n. 1863 - Le Plessis-Robinson, † 1925)
- René de Voyer de Paulmy d'Argenson, politico francese (n. 1596 - Venezia, † 1651)

## Presbiteri(2)
- René Latourelle, presbitero e teologo canadese (Montréal, n. 1918 - Richelieu, † 2017)
- René Laurentin, presbitero e teologo francese (Tours, n. 1917 - Parigi, † 2017)

## Procuratori sportivi(1)
- René Eijkelkamp, procuratore sportivo, allenatore di calcio e ex calciatore olandese (Dalfsen, n. 1964)

## Progettisti(1)
- René Vuaillat, progettista francese (Saint-Germain-de-Joux, n. 1923 - Le Chesnay, † 1992)

## Psichiatri(1)
- René Laforgue, psichiatra e psicoanalista francese (Thann, n. 1894 - Parigi, † 1962)

## Psicoanalisti(1)
- René Allendy, psicoanalista e medico francese (Parigi, n. 1889 - Montpellier, † 1942)

## Pugili(3)
- René Jacquot, ex pugile francese (Toul, n. 1961)
- René Libeer, pugile francese (Roubaix, n. 1934 - Roubaix, † 2006)
- René Roque, pugile francese (Alès, n. 1941 - Nîmes, † 2006)

## Registi(9)
- René Allio, regista francese (Marsiglia, n. 1924 - Parigi, † 1995)
- René Cardona, regista, attore e produttore cinematografico cubano (L'Avana, n. 1905 - Città del Messico, † 1988)
- René Cardona Jr., regista, attore e produttore cinematografico messicano (Città del Messico, n. 1939 - Città del Messico, † 2003)
- René Clair, regista, sceneggiatore e attore francese (Parigi, n. 1898 - Neuilly-sur-Seine, † 1981)
- René Clément, regista francese (Bordeaux, n. 1913 - Principato di Monaco, † 1996)
- René Echevarria, regista e produttore televisivo statunitense (St. Petersburg)
- René Jayet, regista francese (Parigi, n. 1906 - Parigi, † 1953)
- René Laloux, regista, animatore e sceneggiatore francese (Parigi, n. 1929 - Angoulême, † 2004)
- René Vautier, regista e sceneggiatore francese (Camaret-sur-Mer, n. 1928 - Saint-Malo, † 2015)

## Registi teatrali(1)
- René Pollesch, regista teatrale, scrittore e drammaturgo tedesco (Dorheim, n. 1962 - Berlino, † 2024)

## Rivoluzionari(1)
- René Ramos Latour, rivoluzionario cubano (Antilla, n. 1932 - Santo Domingo, † 1958)

## Scacchisti(1)
- René Letelier, scacchista cileno (San Bernardo, n. 1915 - Santiago del Cile, † 2006)

## Sceneggiatori(1)
- René Jeanne, sceneggiatore e giornalista francese (n. 1887 - † 1969)

## Schermidori(8)
- René Barbier, schermidore francese (Lione, n. 1891 - Pully, † 1966)
- René Bondoux, schermidore francese (Bar-sur-Aube, n. 1905 - Neuilly-sur-Seine, † 2001)
- René Bougnol, schermidore francese (Montpellier, n. 1911 - Montpellier, † 1956)
- René Cintrat, schermidore francese (Asnières-sur-Seine, n. 1931 - Parigi, † 1996)
- René Coicaud, schermidore francese (Libourne, n. 1927 - Bergerac, † 2000)
- René Lemoine, schermidore francese (Nancy, n. 1905 - Parigi, † 1995)
- René Queyroux, schermidore francese (Halluin, n. 1927 - Lione, † 2002)
- René Jules Thion de la Chaume, schermidore francese (Le Vésinet, n. 1877 - Parigi, † 1940)

## Sciatori alpini(3)
- René Arpin-Pont, sciatore alpino francese (Belley, n. 1954 - Tignes, † 1991)
- René Berthod, ex sciatore alpino svizzero (Château-d'Œx, n. 1948)
- René De Silvestro, sciatore alpino, ex giavellottista e ex pesista italiano (San Candido, n. 1996)

## Scrittori(14)
- René Alleau, scrittore francese (n. 1917 - † 2013)
- René Barjavel, scrittore, giornalista e sceneggiatore francese (Nyons, n. 1911 - Parigi, † 1985)
- René Bazin, scrittore francese (Angers, n. 1853 - Parigi, † 1932)
- René Belbenoît, scrittore francese (n. 1899 - † 1959)
- René Boylesve, scrittore francese (Descartes, n. 1867 - Parigi, † 1926)
- René Fauchois, scrittore, drammaturgo e attore teatrale francese (Rouen, n. 1882 - Parigi, † 1962)
- René Frégni, scrittore francese (Marsiglia, n. 1947)
- René Guillot, scrittore e illustratore francese (Courcoury, n. 1900 - Parigi, † 1969)
- René Huyghe, scrittore francese (Arras, n. 1906 - Parigi, † 1997)
- René Maran, scrittore, poeta e romanziere francese (Oceano Atlantico, n. 1887 - Parigi, † 1960)
- René Schickele, scrittore tedesco (Obernai, n. 1883 - Vence, † 1940)
- René Vallery-Radot, scrittore e biografo francese (Parigi, n. 1853 - Parigi, † 1933)
- René de Ceccatty, scrittore e traduttore francese (Tunisi, n. 1952)
- René Étiemble, scrittore, sinologo e saggista francese (Mayenne, n. 1909 - Dreux, † 2002)

## Scultori(3)
- René Charpentier, scultore francese (Cuillé, n. 1680 - Parigi, † 1723)
- René Frémin, scultore francese (Parigi, n. 1672 - Parigi, † 1744)
- René Iché, scultore francese (Sallèles-d'Aude, n. 1897 - Parigi, † 1954)

## Slittinisti(1)
- René Friedl, ex slittinista tedesco (Friedrichroda, n. 1967)

## Sociologi(2)
- René Maunier, sociologo francese (Niort, n. 1887 - † 1951)
- René Worms, sociologo francese (Rennes, n. 1869 - Parigi, † 1926)

## Sollevatori(1)
- René Duverger, sollevatore francese (Parigi, n. 1911 - Caen, † 1983)

## Storici(6)
- René Albrecht-Carrié, storico statunitense (Smirne, n. 1904 - New York, † 1978)
- René de Castries, storico francese (La Bastide-d'Engras, n. 1908 - † 1986)
- René Grousset, storico e orientalista francese (Aubais, n. 1885 - Parigi, † 1952)
- René Rémond, storico e politologo francese (Lons-le-Saunier, n. 1918 - Parigi, † 2007)
- René François Rohrbacher, storico francese (Langatte, n. 1789 - Parigi, † 1856)
- René Taton, storico francese (L'Échelle, n. 1915 - Ajaccio, † 2004)

## Tenori(1)
- René Kollo, tenore tedesco (Berlino, n. 1937)

## Teologi(1)
- René-Antoine Gauthier, teologo, filologo e storico della filosofia francese (La Seyne-sur-Mer, n. 1913 - Parigi, † 1999)

## Tiratori a volo(1)
- René Guyot, tiratore a volo francese (n. 1882)

## Umanisti(1)
- René Rapin, umanista e teologo francese (Tours, n. 1621 - Parigi, † 1687)

## Velocisti(3)
- René Lorain, velocista francese (Reims, n. 1900 - Ouchamps, † 1984)
- René Mourlon, velocista francese (Parigi, n. 1893 - Parigi, † 1977)
- René Tirard, velocista francese (Le Havre, n. 1899 - Clichy, † 1977)

## Vescovi cattolici(1)
- René Sócrates Sándigo Jirón, vescovo cattolico nicaraguense (Diriá, n. 1965)

## Violinisti(1)
- René Benedetti, violinista e docente francese (Tolone, n. 1901 - Parigi, † 1975)

## Wrestler(1)
- René Duprée, wrestler e culturista canadese (Moncton, n. 1983)

## Zoologi(1)
- René Edouard Claparède, zoologo svizzero (Chancy, n. 1832 - Siena, † 1871)

## Senza attività specificata(1)
- René Warcollier, ingegnere chimico e parapsicologo francese (Omonville-la-Rogue, n. 1881 - Parigi, † 1962)